# Meïdoum
Meïdoum est un site archéologique d'Égypte, situé dans le gouvernorat de Beni Souef à mi-chemin entre Gizeh et le Fayoum, c'est-à-dire à environ 100 km au sud du Caire. Le monument majeur du site est la pyramide de Meïdoum, centre d'une nécropole de grands mastabas datant de l'Ancien Empire.

## Pyramide de Meïdoum

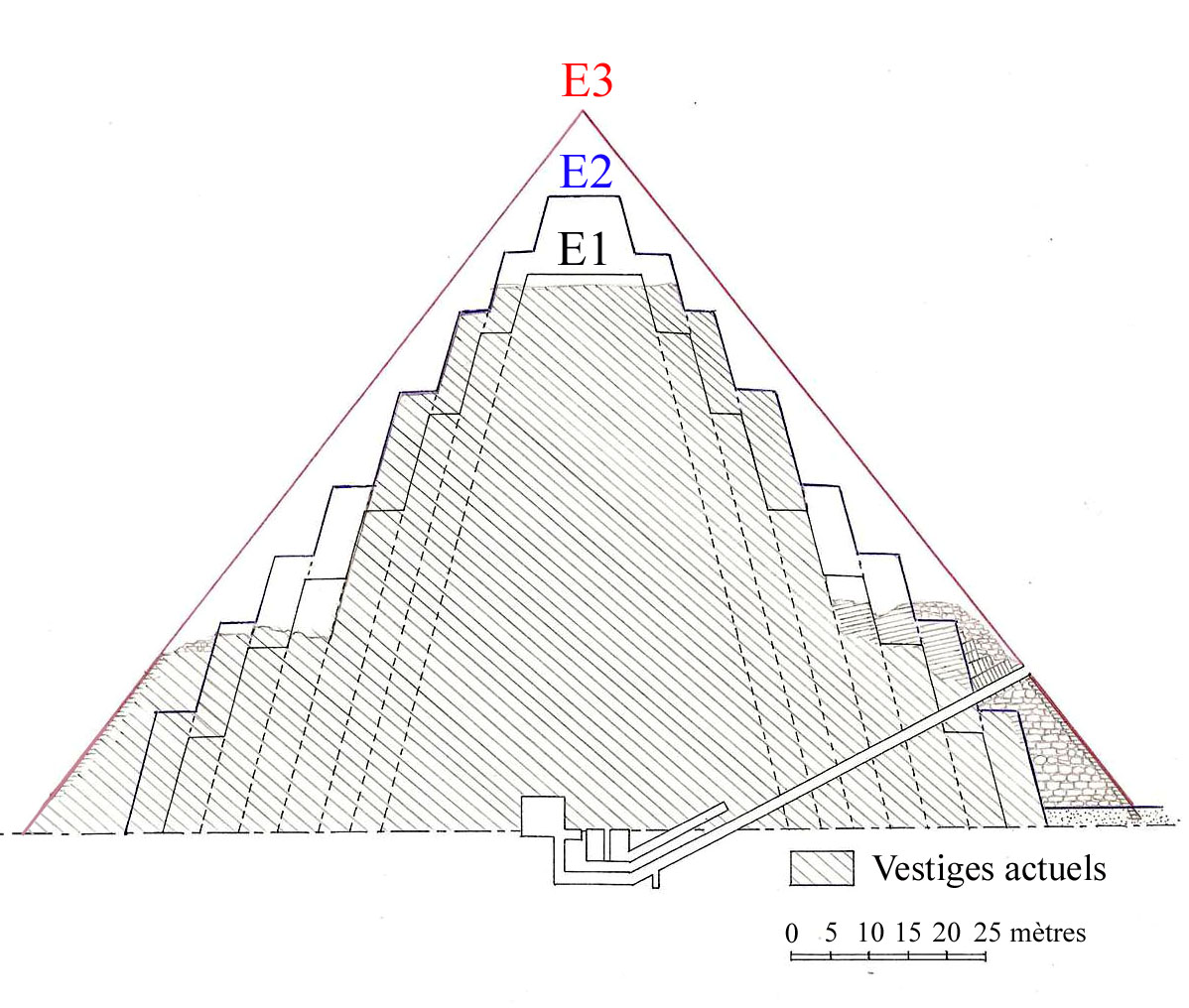
Vue en coupe de la pyramide de Meïdoum et des trois phases de construction.

La pyramide de Meïdoum, appelée « la fausse pyramide » par les Arabes, date du règne de Snéfrou, le premier roi de la IVe dynastie.Deux autres pyramides situées à Dahchour (la pyramide rhomboïdale et la pyramide rouge) sont également attribuées à Snéfrou, mais celle de Meïdoum semble la plus ancienne des trois. Elle semble être une étape entre la pyramide à degrés de Djéser et celles-ci. C'est pourquoi les chercheurs ont longtemps pensé que Snéfrou n'avait fait que terminer la pyramide de son prédécesseur Houni. En réalité, face à l'absence totale du nom de Houni et la présence exclusive de ceux de Snéfrou, les chercheurs admettent maintenant que cette pyramide est l'œuvre des ouvriers de Snéfrou.
L'étude du monument montre qu'il y eut trois phases de construction :
- la première, nommée E1, correspond à la construction d'une pyramide à sept degrés ;
- la deuxième, nommée E2, correspond à l'extension de la pyramide sur les quatre côtés, transformant le monument en une pyramide à huit degrés ;
- la troisième, nommée E3, correspond au remplissage des degrés de la phase précédente, transformant le monument en une pyramide à faces lisses.

Ce complexe funéraire est le premier complexe pyramidal classique, avec sa pyramide à faces lisses au dernier stade de la construction, sa chaussée reliant le temple d'accueil au temple funéraire, sa pyramide satellite et sa nécropole des hauts fonctionnaires. Le temple d'accueil a disparu, mais le temple funéraire est encore intact et de taille modeste.

## Nécropole
Parmi les mastabas majeurs de la nécropole, on citera :
- le mastaba M17, anépigraphe donc anonyme, mais qui retient particulièrement l'attention par ses proportions et son dispositif souterrain, qui le rattache aux monuments des IIIe et IVe dynasties. Andrzej Cwiek a proposé d'y voir la dernière demeure du roi Houni, en donnant comme arguments : la sépulture du roi (Cwiek suggère la pyramide numéro 1 de Lepsius) était à peine commencée lors de sa mort, et le mastaba M17 a été construit dès le départ pour une personne déjà décédée. Ses caractéristiques (position proche de la pyramide de Meïdoum, dimensions énormes, chapelle orientale construite en pierres, sarcophage en granite) ainsi que les objets trouvés (dont des sceptres) suggèrent que la personne enterrée était de très haut rang[2] ;
- le mastaba M15, appartenant à Rahotep et son épouse Néfret, qui contenait les célèbres statues des défunts exposés au Musée du Caire ;
- le mastaba M16, appartenant à Néfermaât et son épouse Itet, qui livra de célèbres reliefs et peintures également exposés au Musée du Caire, dont les fameuses « oies de Meïdoum » ;
- le mastaba M9, appartenant à Ranefer, qui livra des restes de viscères enveloppés dans du lin ; le corps de Ranefer est la meilleure représentation de ce qu'impliquaient les techniques de momification de l'Ancien Empire ; son corps était orienté vers l'est, moulé et peint, les cheveux de la momie étaient peints en noir, les sourcils et les yeux en vert et la bouche en rouge. Les parties génitales ont également été soigneusement moulées, le cerveau est resté dans le crâne et ses entrailles ont été trouvées dans un vase canope dans la tombe.

Vers 1911, le Service des antiquités égyptiennes, constatant que les gardiens étaient impuissants dans la protection des tombeaux avoisinant celui de Rahotep contre les voleurs d'antiquités, partagea les blocs décorés avec Flinders Petrie. Ils sont exposés en partie au Caire et en partie au British Museum.

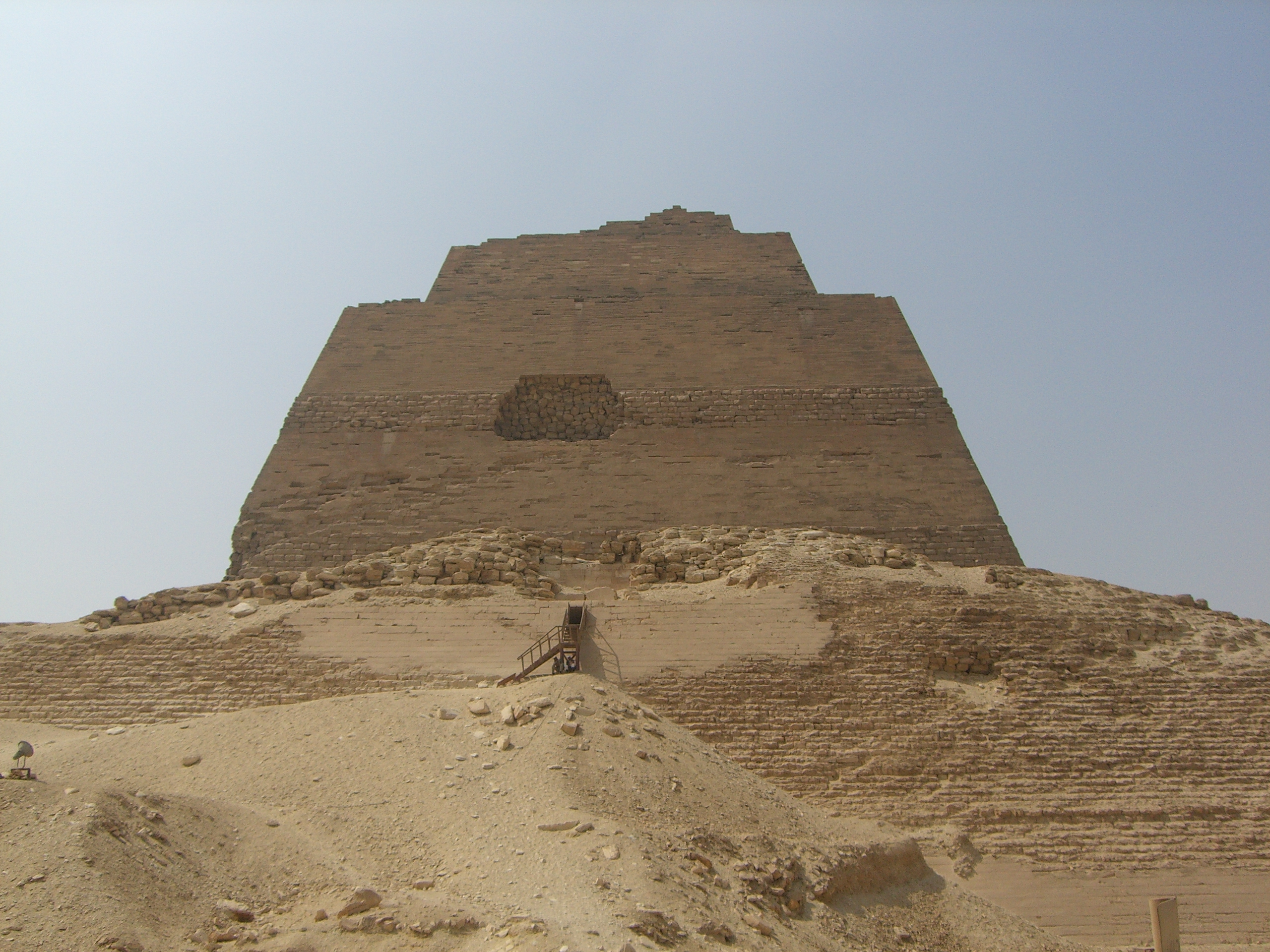
Pyramide de Meïdoum construite par Snéfrou
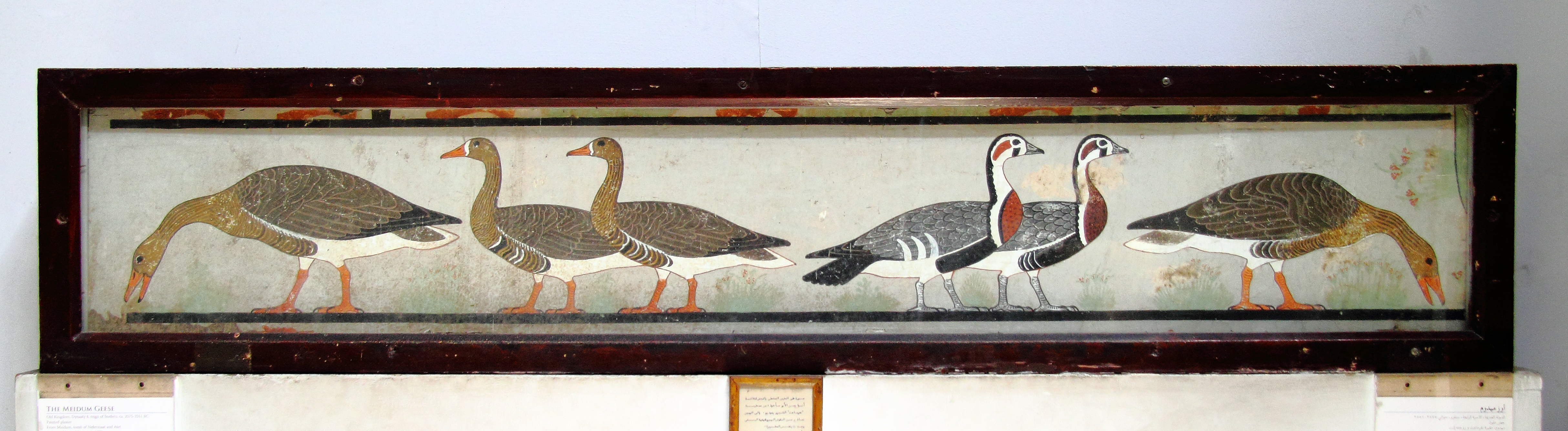
Fresque représentant les six oies, trouvée dans le mastaba de Néfermaât - Musée égyptien du Caire
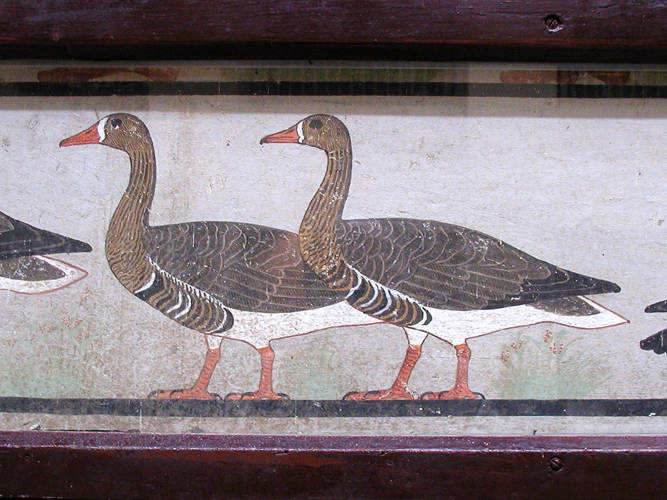
Détail de la fresque représentant les oies - Musée égyptien du Caire
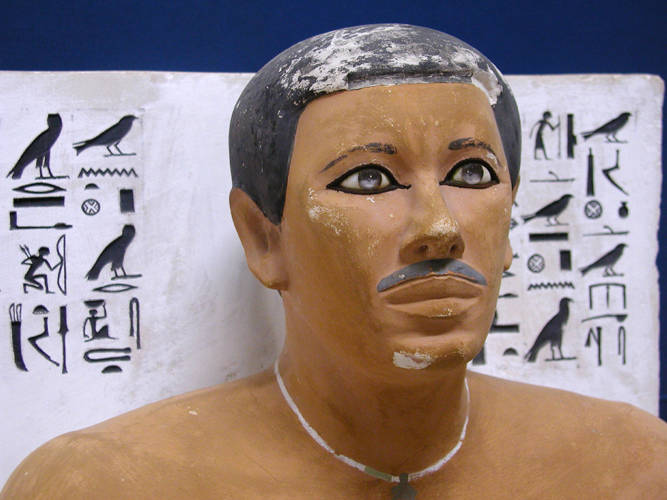
Statue de Rahotep - Musée égyptien du Caire
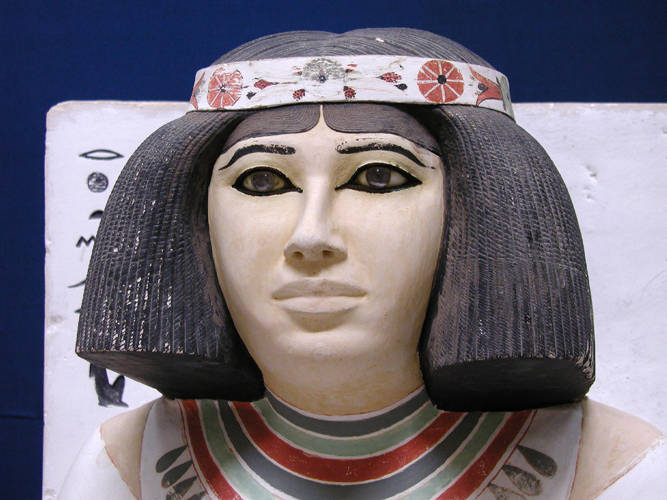
Statue de Néfret - Musée égyptien du Caire